# کلم‌پلو

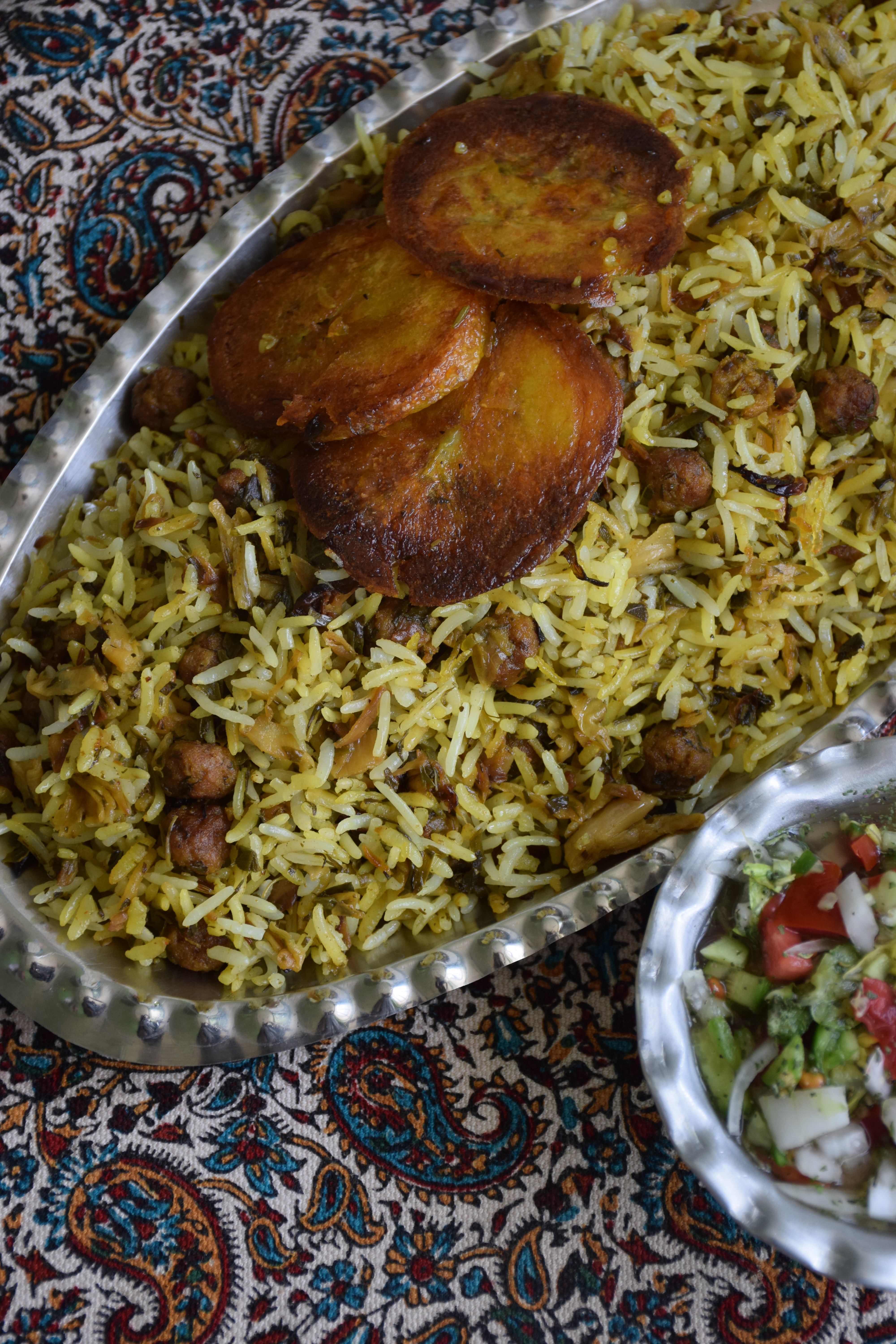
کلم‌پلو شیرازی

کلم‌پلو یکی از غذای سنتی ایرانی است که به‌طور معمول از کلم یا کلم قمری و برنج تهیه می‌شود. در تهیه کلم‌پلوی شیرازی از سبزی معطر شامل شوید، تره، جعفری، ترخون و چند برگ ریحان استفاده می‌کنند.

## روش پخت کلم‌پلوی شیرازی
برای پختن این غذا کلم یا کلم قمری خردشده را با زردچوبه تفت داده و با مقداری آبغوره نرم و طعم‌دار می‌کنند و لایه به لایه با برنج آبکش با سبزیجات معطر دم می‌کنند. به‌طور معمول در میان این پلو کله‌گنجشکی اضافه می‌شود. کلم‌پلوی تهرانی بدون سبزی معطر پخت می‌شود.